# Попик, Владимир Иванович
Влади́мир Ива́нович По́пик (укр. Попик Володимир Іванович; *24 июня 1952, Полтава, Украина) — историк и библиограф, член-корреспондент НАН Украины (2015), доктор исторических наук, генеральный директор Национальной библиотеки Украины имени В. И. Вернадского (НБУВ) (с 2013 по 2018), директор Института биографических исследований НБУВ (с 2003), член Украинской национальной комиссии по делам ЮНЕСКО, вице-президент Украинского биографического общества, ответственный секретарь Украинского комитета славистов, заместитель ответственного редактора журнала «Библиотечный вестник», сборника научных работ «Научные труды Национальной библиотеки Украины имени В. И. Вернадского» и «Украинская биографистика».

## Биография
- 1973 — окончил Полтавский государственный педагогический институт им. Короленко.
- 1976—1983 — младший научный сотрудник Института истории АН УССР.
- 1983—2011 — научный сотрудник-консультант (1983—2002), ученый секретарь (2002—2003), руководитель (2003—2011) Сектора общественных наук Президиума НАН Украины.
- 1993 — по н. в. — старший научный сотрудник (1993—2003), директор (с 2003) Института биографических исследований НБУВ.
- 2011—2013 — заместитель генерального директора Национальной библиотеки Украины имени В. И. Вернадского.
- 2013—2018 — генеральный директор Национальной библиотеки Украины имени В. И. Вернадского[3].

## Избранные публикации
- Политическая борьба на Украине вокруг выборов в ІІІ Государственную думу. — К., 1989. — 100 с.[4]
- Ранні етапи формування ресурсів біографічної інформації на східноєвропейських землях // Бібліотечний вісник. — 2011. — № 6. — С. 20-27.
- Современная украинская биографика как информационный ресурс образования, науки и культуры // Библиотеки национальных академий наук: проблемы функционирования, тенденции развития. Научно-практич. и теоретич. сб. — Вып. 9. — К., 2011. — С. 31-42.
- Роль библиотек в формировании электронных ресурсов биографической информации // Материалы VII Международных книговедческих чтений «Библиотеки и политика открытого доступа к информации и знаниям». Минск, 10-11 ноября 2011 г. — Минск, 2011. — С. 213—218.
- Українська біографістика на зламі століть: зміна дослідницьких парадигм // Наукові праці Нац. б-ки України ім. В. І. Вернадського. — К., 2011. — Вип. 31. — С. 443—460.
- Становлення української довідкової біографіки: від Козацької доби до витоків Національного відродження // Бібліотечний вісник. — 2012. — № 1 — С. 33-42.
- Формування вітчизняних ресурсів біографічної інформації: від витоків Національного відродження до здобуття Україною незалежності // Бібліотечний вісник. — 2012. — № 3 — С. 21-31.
- Историко-биографические издания как информационный ресурс образования, науки и культуры // Научная книга: Специальный выпуск. — М., 2012. — № 1. — С. 84-86.